# Liste des monastères dissous par Henri VIII d'Angleterre
Ces monastères furent dissouts par Henri VIII d'Angleterre lors de la Dissolution des monastères entre 1538 et 1541. Cette liste n’est pas exhaustive car plus de 800 maisons religieuses existaient avant la Réforme anglaise. La moindre ville possédait au moins une abbaye, un couvent, un prieuré ou un monastère et souvent de plus petites structures où vivaient des moines ou des chanoines …
- Prieuré d'Ambresburg, ou Amesbury (Ordre de Fontevraud)
- Abbaye de Bardney (Bénédictins)
- Abbaye de Basingwerk (Cisterciens)
- Abbaye de Bath (Bénédictins)
- Abbaye de Battle (Bénédictins)
- Abbaye de Beaulieu (Cisterciens)
- Abbaye de Bisham (Augustins)
- Abbaye de Bolton (en) (Augustins)
- Abbaye de Bourne (Augustins)
- Prieuré de Boxgrove (Bénédictins)
- Prieuré de Bridlington (en) (Augustins)
- Prieuré de Brinkburn (Augustins)
- Abbaye de Buckfast (Cisterciens)
- Abbaye de Buildwas (Cisterciens)
- Abbaye de Byland (Cisterciens)
- Abbaye Saint-Augustin de Cantorbéry (Bénédictins)
- Prieuré de Castle Acre (Ordre de Cluny)
- Prieuré de Canons Ashby (en) (Augustins)
- Prieuré de Cartmel (en) (Augustins)
- Le London Charterhouse (Chartreux)
- Prieuré de Christchurch (en) (Augustins)
- Abbaye de Cleeve (Cisterciens)
- Abbaye de Cirencester (en) (Augustins)
- Abbaye de Colchester (en) (Bénédictins)
- Prieuré Sainte-Marie (en), à Coventry, avec la cathédrale (Bénédictins)
- Abbaye de Crowland (Bénédictins)
- Abbaye de Delapré (Ordre de Cluny abbaye)
- Abbaye de Dore (Cisterciens)
- Abbaye de Easby (en) (Prémontrés)
- Prieuré d'Eaton, ou Nuneaton (Ordre de Fontevraud)
- Prieuré de Ewenny (en) (Bénédictins)
- Prieuré de Folkestone (Bénédictins)
- Abbaye de Forde (Cisterciens)
- Abbaye de Fountains (Cisterciens)
- Abbaye de Furness (Cisterciens)
- Abbaye de Glastonbury (Bénédictins)
- Gloucester - St Peter's (Bénédictins)
- Prieuré de Gisborough (Augustins)
- Prieuré de Grovebury (Ordre de Fontevraud)
- Abbaye de Hailes (Cisterciens)
- Abbaye de Halesowen (en) (Prémontrés)
- Abbaye de Haughmond (en) (Augustins)
- Prieuré de Haverholme (en) (Cisterciens)
- Abbaye de Hexham (Bénédictins)
- Prieuré de Jarrow (Bénédictins)
- Abbaye de Jervaulx (Cisterciens)
- Abbaye de Lacock (Augustins)
- Prieuré de Lanercost (Bénédictins)
- Prieuré Saint-Pancrace de Lewes (Ordre de Cluny)
- Prieuré de Lindisfarne (Bénédictins)
- Prieuré de Llanthony (en) (Augustins)
- Abbaye de Malmesbury (Bénédictins)
- Prieuré de Malvern (en) (Bénédictins)
- Abbaye de Margam (Cisterciens)
- Prieuré de Mattersey (en) (Gilbertins)
- Prieuré de Michelham (en) (Augustins)
- Abbaye de Milton (en) (Bénédictins)
- Prieuré de Mount Grace (Chartreux)
- Prieuré de Much Wenlock (Ordre de Cluny)
- Abbaye de Neath (Cisterciens)
- Abbaye de Netley (Cisterciens)
- Abbaye de Newminster (Cisterciens)
- Abbaye de Newstead (Augustins)
- Abbaye de Pershore (Bénédictins)
- Abbaye de Ramsey, communauté de moines, dans le Cambridgeshire (Bénédictins)
- Abbaye de Reading (Ordre de Cluny)
- Abbaye de Revesby (Cisterciens)
- Abbaye de Rievaulx (Cisterciens)
- Abbaye de Roche (Cisterciens)
- Abbaye de Romsey, communauté de moniales, dans le Hampshire (Bénédictines)
- Abbaye de Rufford (Cisterciens)
- Abbaye de Saint Albans (Bénédictins)
- Prieuré Saint-Grégoire (en), Cantorbéry (Augustins chanoines réguliers)
- Abbaye Sainte-Marie d'York, à York (Bénédictins)
- Abbaye de Selby (Bénédictins)
- Prieuré de Sempringham (en) (Gilbertins)
- Abbaye de Shap (Prémontrés)
- Abbaye de Shrewsbury (Bénédictins)
- Abbaye Strata Florida (Cisterciens)
- Abbaye de Syon, Brentford (Brigittines)
- Abbaye de Tavistock (Bénédictins)
- Abbaye de Talley (en) (Prémontrés)
- Abbaye de Tewkesbury (Bénédictins)
- Abbaye de Thetford (en) (Ordre de Cluny)
- Abbaye de Thornton (en) (Augustins)
- Abbaye de Tintern (Cisterciens)
- Abbaye de Titchfield (en) (Prémontrés)
- Prieuré de Tynemouth (en) (Bénédictins)
- Abbaye de Vale Royal (Cisterciens)
- Abbaye de Valle Crucis (Cisterciens)
- Abbaye de Waltham (Augustins) – la dernière abbaye à être dissoute en Angleterre
- Abbaye de Welbeck (Prémontrés)
- Abbaye de Westminster (Bénédictins)
- Abbaye de Whitby (Bénédictins)
- Abbaye de Woburn (Cisterciens)
- Prieuré de Woodspring (en) (Augustins)
- Prieuré de Worcester (en) (Cathédrale de Worcester) (Bénédictins)

## Monastères dissous par JacquesIer
- Abbaye de Bangor